# Marco Folin
Marco Folin (Venezia, 19 gennaio 1969) è uno storico dell'architettura italiano.
Allievo di Marino Berengo e Gaetano Cozzi, si è laureato in Storia moderna all'Università Ca' Foscari Venezia nel 1994. Diplomato in Archivistica, Paleografia e Diplomatica presso la scuola dell’Archivio di Stato di Venezia (1989), ha proseguito gli studi alla Scuola Normale Superiore di Pisa, dove ha conseguito il dottorato di ricerca nel 2000; nel 1999-2001 è stato borsista dell’Accademia Nazionale dei Lincei, distaccato al Fondo dei Manoscritti della Biblioteca Corsiniana di Roma.
Dal 2001 insegna Storia dell'architettura all'Università di Genova, dove fa parte del Collegio dei Docenti della Scuola di Dottorato in Società, culture, territorio.

## Attività accademica
È stato Visiting Professor presso la Maison méditerranéenne des sciences de l’homme di Aix-en-Provence (2009) e l’École des hautes études en sciences sociales di Marsiglia (2014); Directeur d’études associé presso la Maison des sciences de l’homme di Parigi (2016); e Smithsonian Fellow presso la Dibner Library di Washington (2018).
Ha tenuto lezioni e conferenze presso numerose università e centri di studio in Italia e all’estero (fra l’altro: École des hautes études en sciences sociales, Paris; Université de Paris IV-La Sorbonne; Scuola Normale Superiore di Pisa; Istituto di Scienze Umane-SUM, Firenze; Universidade de São Paulo; Universidade Federal do Rio de Janeiro; Dar al-Athar al-Islamiyyah, Kuwait City; Festival de l'histoire de l'Art, Fontainebleau). 
Presso la casa editrice Viella dirige una collana di storia urbana: Cliopoli. Città storia identità.